# Яковлева, Ольга Михайловна
О́льга Миха́йловна Я́ковлева (род. 14 марта 1941, Тамбов) — советская и российская актриса театра и кино, народная артистка РСФСР (22 апреля 1985), лауреат Государственной премии Российской Федерации (1996), театральной премии «Хрустальная Турандот» (1993, 2011), премии «Золотая маска» (1996, 2011, 2021).

## Биография

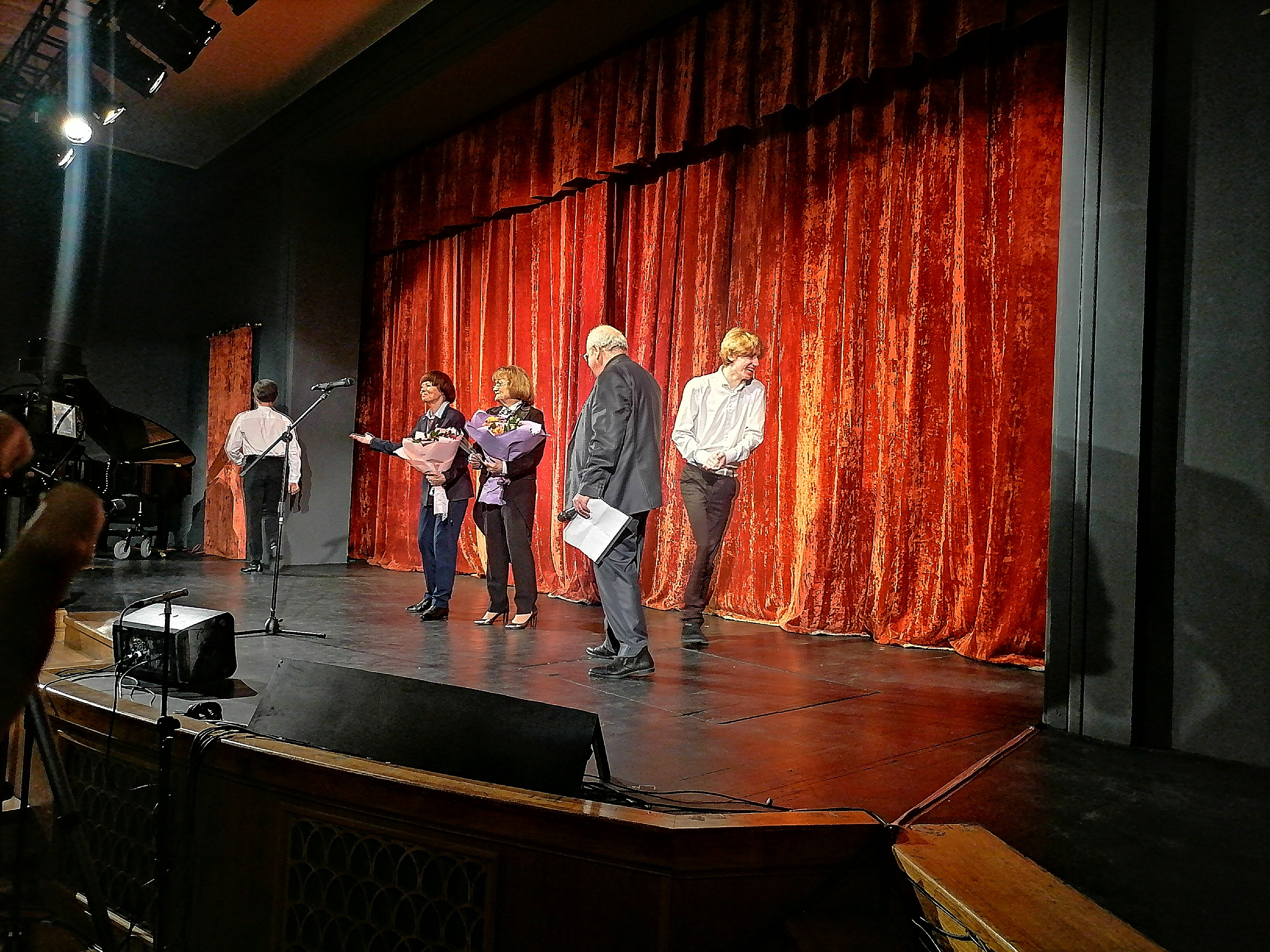
С Викторией Лепко на празднике Щукинского училища. 2022

Ольга Яковлева родилась 14 марта 1941 года в Тамбове. Отец был коммерческим директором на различных заводах, поэтому семья часто переезжала. Мать была воспитательницей в детском саду.
Ольга занималась во многих театральных студиях, в Алма-Ате закончила Театральную студию при ТЮЗе. Получив приглашение остаться в театре, уехала, однако, в Москву и поступила в Театральное училище им. Б. В. Щукина (курс И. Рапопорта, А. Борисова), по окончании которого в 1962 году, была принята в труппу Театра имени Ленинского комсомола.

### Театр им. Ленинского комсомола (1962—1967)
В 1964 году главным режиссёром Театра им. Ленинского комсомола стал А. В. Эфрос, и с этого момента судьба актрисы неразрывно связана с ним.
В «Ленкоме» она играла в спектаклях А. Эфроса: «Снимается кино» (Аня), «Сто четыре страницы про любовь» (Наташа), «Всего несколько слов в честь господина де Мольера» (Арманда), «Мой бедный Марат» (Лика).
В конце 1960-х годов сыграла немало главных ролей в русской и зарубежной классике: «Чайка» (Нина), «Три сестры» (Ирина).

### Театр на Малой Бронной (1967—1984)
В 1967 году вместе с А. Эфросом Яковлева перешла в Театр на Малой Бронной, играла в спектаклях «Три сестры» (Маша), «Месяц в деревне» (Наталья Петровна), «Лето и дым» (Альма), «Веранда в лесу», «Директор театра», «Наполеон Первый» (Жозефина), «Дорога» (Коробочка).
Театральными событиями стали такие разные роли Яковлевой 1970-х, как шекспировские Джульетта и Дездемона («Ромео и Джульетта», «Отелло»), Эльвира («Дон Жуан» Ж. Б. Мольера), Лиза Хохлакова («Брат Алёша» по «Братьям Карамазовым» Ф. М. Достоевского), Агафья Тихоновна («Женитьба» Н. В. Гоголя).
В конце 1970-х воплотила на сцене тургеневскую женщину — Наталью Петровну («Месяц в деревне» И. С. Тургенева, 1977) и Альму Уайнмиллер в спектакле по пьесе Т. Уильямса «Лето и дым» (1980). Сыграла роль Жозефины («Наполеон Первый» Ф. Брукнера, 1983).

### Театр на Таганке (1984—1989)
Переход актрисы в Театр на Таганке был связан с назначением Эфроса на должность главного режиссёра этого театра. сыграла в его постановках три роли: Настю в «На дне» М. Горького (1984), Боди в спектакле «Прекрасное воскресенье для пикника» по пьесе Т. Уильямса и Селимену в мольеровском «Мизантропе».
После смерти А. Эфроса в 1987 году уехала во Францию, где жила и работала по 1991 год.

### Театр имени Маяковского (1991—2004)
В Москву вернулась в 1991 году. По приглашению А. Гончарова пришла в Театр имени Вл. Маяковского, одновременно играя в различных московских театрах: Жозефину в восстановленном спектакле по пьесе Ф. Брукнера «Наполеон Первый» (Премия «Хрустальная Турандот», 1993), Мириам в спектакле «В баре токийского отеля» Уильямс, Теннесси и Теодору Фельт в спектакле «Спуск с горы Морган» Артура Миллера в Театре им. Вл. Маяковского. В Театре-студии под рук. О. Табакова — Софья Коломийцева («Последние» Максима Горького, Государственная премия Российской Федерации, 1996), Мелисса («Любовные письма» А. Гурнея). В театре «Школа современной пьесы» —  Анна («Без зеркал» Н. Климонтовича); во Французском культурном центре — Маргарита («Король умирает» Э. Ионеско).

### МХТ имени А. П. Чехова
С 2004 года Яковлева актриса МХТ имени А. П. Чехова. Участвовала в спектакле «Кабала святош» («Мольер»)" М. А. Булгакова. Играет Гизу в спектакле «Кошки-мышки» по пьесе Иштвана Эркеня, Ноэми в пьесе «Немного нежности» Альдо Николаи, Джудит Блисс в «Весенней лихорадке» Ноэла Коуарда, бабушку в «Обрыве» И. А. Гончарова. Участвует в спектакле «Путешествие Алисы в Швейцарию» (Лотта Галло) в Центре драматургии и режиссуры.
Работает на радио (Маша в «Дубровском» А. С. Пушкина, Незнакомка в «Незнакомке» А. А. Блока и др.).
Снималась на телевидении в телепостановках А. Эфроса.
В 2003 году опубликовала книгу воспоминаний «Если бы знать…».

### Личная жизнь
Ольга Яковлева была замужем за футболистом Игорем Нетто (1930—1999); развелись в 1987 году. 

## Творчество

### Фильмография
| Год  |   | Название                                          | Роль                                          |
| ---- | - | ------------------------------------------------- | --------------------------------------------- |
| 1969 | ф | Комендант Лаутербурга (ТВ-спектакль)              | Эрика                                         |
| 1970 | ф | Борис Годунов. Сцены из трагедии (ТВ-спектакль)   | Марина Мнишек                                 |
| 1971 | ф | Марат, Лика, Леонидик (ТВ-спектакль)              | Лика                                          |
| 1972 | ф | За всё в ответе                                   | Агния Шабина, журналист                       |
| 1973 | ф | Всего несколько слов в честь господина де Мольера | Арманда Бежар Де Мольер, актриса, дочь Мадлен |
| 1974 | ф | Таня                                              | Татьяна Балашова, главная героиня             |
| 1975 | ф | Страницы журнала Печорина (фильм-спектакль)       | Вера                                          |
| 1976 | ф | Бешеное золото                                    | Эдит Парсонс                                  |
| 1977 | ф | Отклонение — ноль                                 | врач, жена друга и дублера Виноградова        |
| 1983 | ф | Месяц в деревне                                   | Наталья Петровна                              |
| 2001 | ф | Наполеон I (ТВ-спектакль)                         | Жозефина                                      |
| 2004 | ф | Кабала Святош                                     | Мадлена Бежар, актриса                        |
| 2004 | ф | Четыре любови                                     | Любовь Львовна                                |
| 2006 | ф | Маяк                                              | бабушка                                       |
| 2006 | с | Плата за любовь (сериал)                          | Анна Прокофьевна                              |
| 2007 | с | Дом на набережной (сериал)                        | Дина Абажур                                   |
| 2008 | с | Тяжёлый песок                                     | Ольга Львовна                                 |
| 2010 | ф | Апельсиновый сок (фильм)                          | Ольга Михайловна, мама Даши                   |
| 2011 | ф | Борис Годунов                                     | Рузя                                          |
| 2011 | с | Хранимые судьбой (сериал)                         | Ольга Козлова                                 |
| 2018 | ф | Дядя Саша                                         | бабушка жены                                  |

## Награды и звания
- 1977 — Заслуженная артистка РСФСР (27 мая 1977 года)
- 1985 — Народная артистка РСФСР (22 апреля 1985 года)
- 1993 — Премия «Хрустальная Турандот» — «За вклад в искусство, очарование и прелесть» в номинации «Лучшая женская роль» (Жозефина в спектакле «Наполеон I», Театр имени Маяковского, Москва)
- 1996 — Лауреат премии «Золотая маска» — в номинации «Лучшая женская роль»: (Софья Коломийцева) — «Последние» М. Горького, Московский театр под рук. О. Табакова, Москва
- 1996 — Лауреат Государственной премии России — за роль Софьи Коломийцевой в спектакле Московского театра под рук. О. Табакова по пьесе М. Горького «Последние»
- 2006 — Орден Почёта (1 августа 2006 года) — за заслуги в области культуры и искусства и многолетнюю плодотворную деятельность[3]
- 2011 — Орден Дружбы (20 июля 2011 года) — за большие заслуги в развитии отечественной культуры и искусства, многолетнюю плодотворную деятельность[4]
- 2011 — Лауреат премии «Золотая маска» — в номинации "Лучшая женская роль: (Бабушка) — «Обрыв» И. А. Гончарова, МХТ им. А. П. Чехова, Москва
- 2011 — Премия «Хрустальная Турандот» —  в номинации «Театральное достояние»
- 2021 — Специальная премия «Золотая маска» «За выдающийся вклад в развитие театрального искусства»[5]
- 2023 — Орден «За заслуги в культуре и искусстве» (24 мая 2023 года) — за вклад в развитие отечественной культуры и искусства, многолетнюю плодотворную деятельность[6]